# Bưởi da xanh

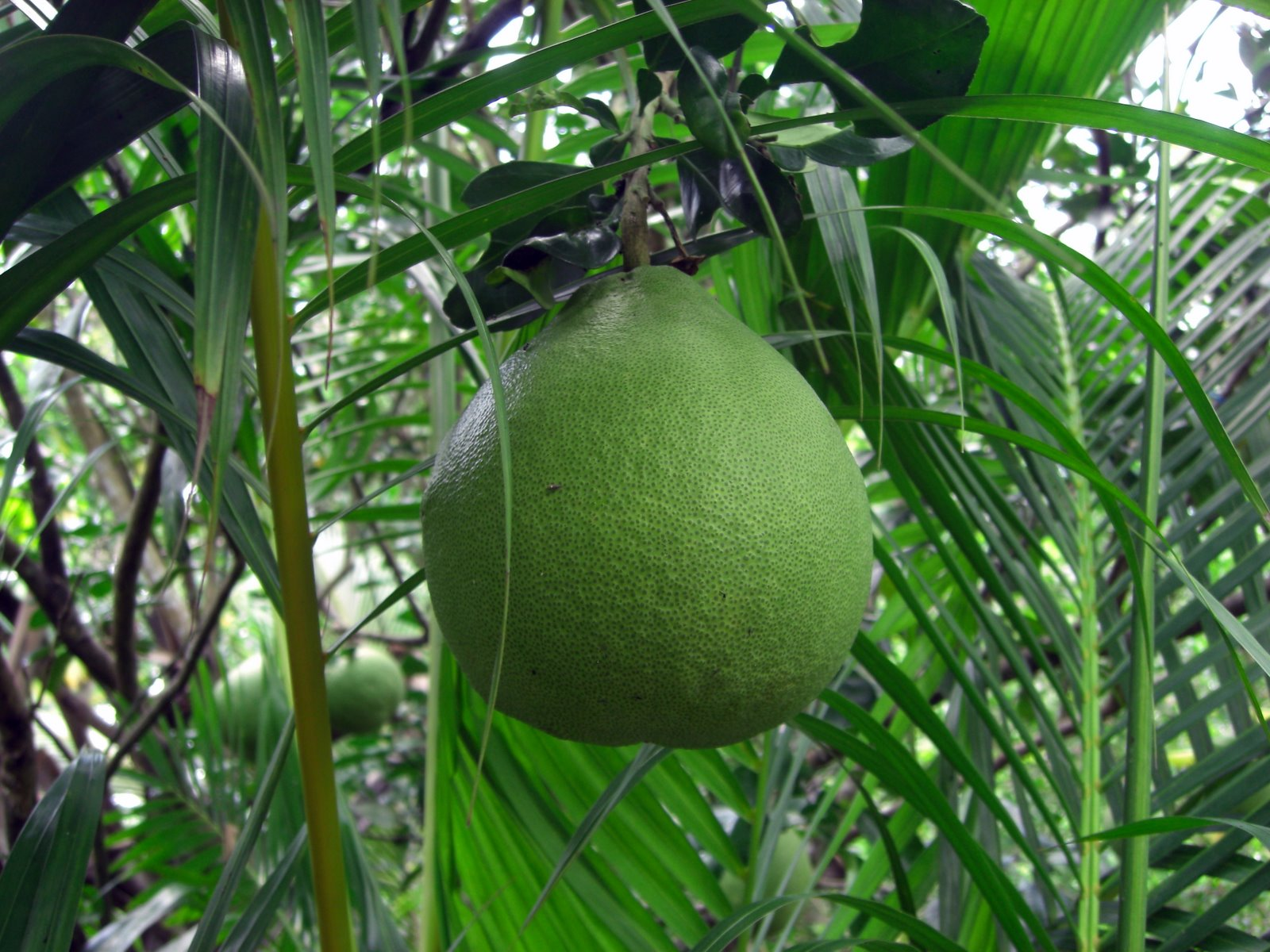
Bưởi da xanh

Bưởi da xanh là một giống bưởi có nguồn gốc phân bố đầu tiên ở xã Phước Mỹ Trung, huyện Mỏ Cày Bắc, tỉnh Bến Tre, sau đó được trồng rộng khắp tỉnh và được đưa vào xuất khẩu. Đây là một trong năm loại trái đặc sản, và được tỉnh xác định là cây ăn quả chủ lực. Năm 2018, bưởi da xanh được cấp chỉ dẫn địa lý.

## Mô tả
Giống trồng phổ biến ở Bến Tre, Tiền Giang, Vĩnh Long, trong đó Bến Tre là tỉnh có diện tích trồng nhiều bưởi da xanh nhất đồng bằng sông Cửu Long. Tại Bến Tre, diện tích trồng bưởi da xanh khoảng 9.000 ha, khoảng 30% diện tích trồng bưởi miền Tây Nam Bộ, sản lượng quả hằng năm khoảng 200.000 tấn. Trong đó huyện Châu Thành có diện tích 3.300 ha, trồng nhiều nhất tỉnh Bến Tre. Tại Tiền Giang, phần lớn trong diện tích hơn 5.000 ha trồng bưởi là giống bưởi da xanh. Sản lượng 91.000 tấn. Tại Vĩnh Long, năm 2018, bưởi da xanh có diện tích trồng 7.200 ha, chiến 20% diện tích cây ăn quả, trong đó 4.800 ha đang cho quả, năng suất trung bình 11,4 tấn/ha, sản lượng 57.000 tấn. Các huyện Vũng Liêm có diện tích 1.540 ha, và huyện Mang Thít khoảng 777 ha.
Cây trồng sinh trưởng và phát triển tốt nhất ở nhiệt độ từ 23 đến 29 độ C. Đất trồng tốt nhất là đất có thành phần cơ giới nhẹ hoặc trung bình. Độ pH nước từ 5,5-7, có hàm lượng hữu cơ cao >3%, mực thủy cấp thấp dưới 0,8 m. Độ mặn trong nước tưới không quá 0,2% (2g/lít nước). Cây bắt đầu ra hoa vào tháng trồng thứ 18, chậm hơn giống bưởi đường lá da láng 2 tháng, nhưng sớm hơn giống bưởi Năm Roi và bưởi đường lá cam 3 tháng. Từ khi ra hoa đến khi quả chín mất khoảng 7 đến 8 tháng. Mỗi năm cây có thể cho ra tới 10 vụ quả.
Trái bưởi da xanh có dạng hình cầu, trọng lượng trung bình từ 1,2 đến 2,5 kg/trái; vỏ có màu xanh đến xanh hơi vàng khi chín, vỏ dễ lột và khá mỏng (14–18 mm); tép bưởi màu hồng đỏ, bó chặt và dễ tách khỏi vách múi; vị ngọt không chua (độ brix: 9,5–12%); có mùi thơm; không hạt đến khá nhiều hạt, khoảng 37 hạt/trái, có số hạt ít hơn giống bưởi đường lá da láng và bưởi đường lá cam, nhưng số hạt ít hơn bưởi Năm Roi, khi chín hạt bưởi tiêu biến hoàn toàn; tỷ lệ thịt/trái >55%. Hàm lượng naringin trong bưởi da xanh dao động trong khoảng 2 - 5%, hàm lượng cao nhất là ở các vùng trồng thuộc Tiền Giang, khoảng 5% và thấp nhất là ở Bến Tre 2,2%.
Năm 2014, truyền thông ghi nhận một nông dân Bến Tre là Lê Văn Hoa tìm ra cách làm cho bưởi da xanh không hạt. Tuy nhiên, ông chỉ rõ bản chất giống bưởi da xanh là không hạt, nhưng do thụ phấn chéo cũng như sử dụng hóa chất mà trái có hạt.

### Sâu bệnh
Sâu bệnh gây hại gồm ruồi đục quả (Bactrocera dorsalis, Zeugodacus cucurbitae), sâu đục quả (Prays endocarpa) và các loại nấm (Cylindrocarpon lichenicola, Phyllosticta citriasiana).

## Thương mại

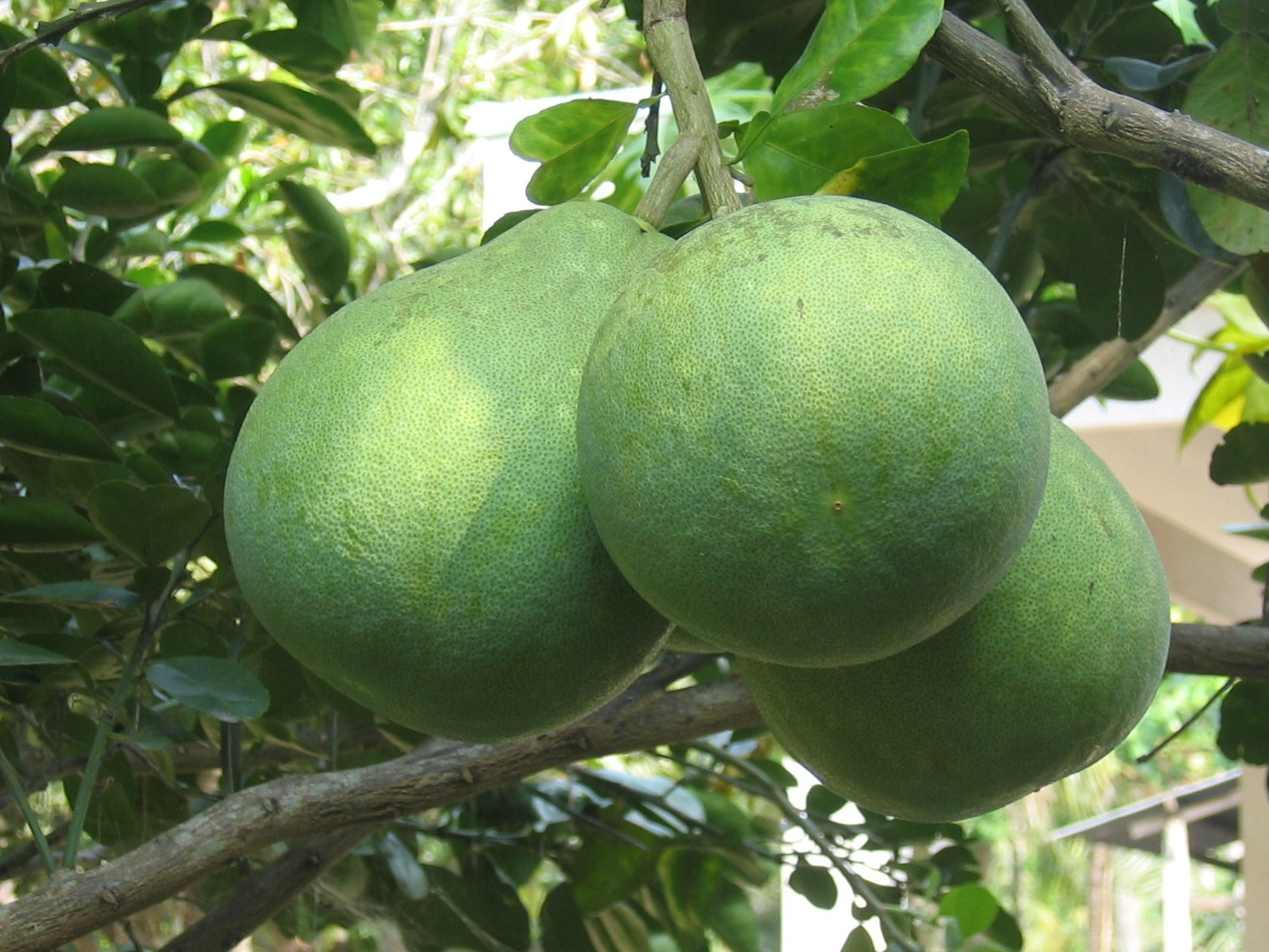
Chùm bưởi da xanh

Cho đến 2014, tình trạng sản xuất của bưởi da xanh là manh mún, nhỏ lẻ, các địa phương bắt đầu từng bước liên kết nông dân lại với nhau, hình thành các tổ hợp tác. Tạo điều kiện ứng dụng kỹ thuật chăm sóc để nâng cao chất lượng quả. Các doanh nghiệp được chính phủ khuyến khích bao tiêu cho người nông dân. Từ năm 2012, tại Bến Tre đã có các hợp tác xã bưởi da xanh Mỹ Thạnh An, tổ hợp tác bưởi da xanh Phú Thành, tổ hợp tác bưởi Hòa Nghĩa,...
Ngày 26 tháng 1 năm 2018, Cục Sở hữu trí tuệ ra Quyết định số 297/QĐ-SHTT cấp Giấy chứng nhận đăng ký chỉ dẫn địa lý số 00062 cho sản phẩm bưởi da xanh Bến Tre.
Đến 2023, tỉnh Bến Tre có 16 vùng trồng xuất khẩu được gắn 30 mã số với tổng diện tích 370 ha. Đức, Canada, Trung Quốc là thị trường xuất khẩu chính của bưởi da xanh. Tiêu chuẩn xuất khẩu là mỗi trái phải đạt trọng lượng 1,2 đến 1,8 kg. Tháng 9 năm 2020, lô hàng bưởi da xanh đầu tiên được xuất khẩu sang Canada. Tháng 11 năm 2022, lô hàng bưởi da xanh đầu tiên xuất khẩu sang Mỹ, khoảng 100 tấn. Việc xuất khẩu sang Mỹ được đăng ký tại Cục Bảo vệ thực vật và Cơ quan Kiểm dịch động thực vật Mỹ (APHIS). Vụ bưởi được kiểm tra giám sát định kỳ, quả phải được xử lý chiếu xạ với liều tối thiểu là 150 Gy, và kèm theo giấy chứng nhận kiểm dịch thực vật.
Giá bưởi thường tăng vào dịp Tết và rớt giá mạnh vào thời gian sau Tết. Năm 2013, bưởi loại I có giá gấp đôi giá mua năm 2012, tới 60.000 VND/kg. Năm 2015, giá bưởi da xanh loại I trung bình khoảng 45-55.000 VND/kg. Năm 2016, giá bưởi da xanh mua tại vườn lên đến 60-70.000 VND/kg. Về sau bưởi da xanh ngày càng rớt giá, giá bưởi sau Tết năm 2024 chỉ còn 14-16.000 VND/kg. Khó khăn lớn của ngành bưởi là giá bưởi không ổn định, thấp và chi phí canh tác lớn, cũng như không ổn định hoạt động xuất khẩu. Trung Quốc là thị trường lớn của bưởi da xanh nhưng thường hạn chế nhập khẩu bưởi khi nước này cũng vào mùa vụ thu hoạch bưởi của họ. Tình trạng không ổn định giá cả và hàng hóa kéo dài nên bưởi da xanh bị đốn bỏ trên diện rộng.

### Sách
- Nguyễn Anh Tuấn, Trần Hoàng Diệu (2005). Địa chí Tiền Giang, Tập 1. Ban tuyên giáo tỉnh ủy Tiền Giang và Trung tâm Unesco thông tin tư liệu lịch sử và văn hóa Việt Nam.
- Nguyễn Mạnh Thường (2013). Nông nghiệp Việt Nam: những sản phẩm chủ lực. Bộ Nông nghiệp và phát triển nông thôn.